# Madatyphlops microcephalus
Madatyphlops microcephalus är en ormart som beskrevs av Werner 1909. Madatyphlops microcephalus ingår i släktet Madatyphlops och familjen maskormar. Inga underarter finns listade i Catalogue of Life.
Artens utbredningsområde är Madagaskar. Arten förekommer där vid nordligaste udden. Den vistas i regioner som ligger upp till 600 meter över havet. Individerna lever i skogar. De gräver i lövskiktet och i det översta jordlagret. Honor lägger antagligen ägg.
Inget är känt angående populationens storlek och möjliga hot. IUCN kategoriserar arten globalt som otillräckligt studerad.